# Nikolaj Nikolajevič Zlatovratskij

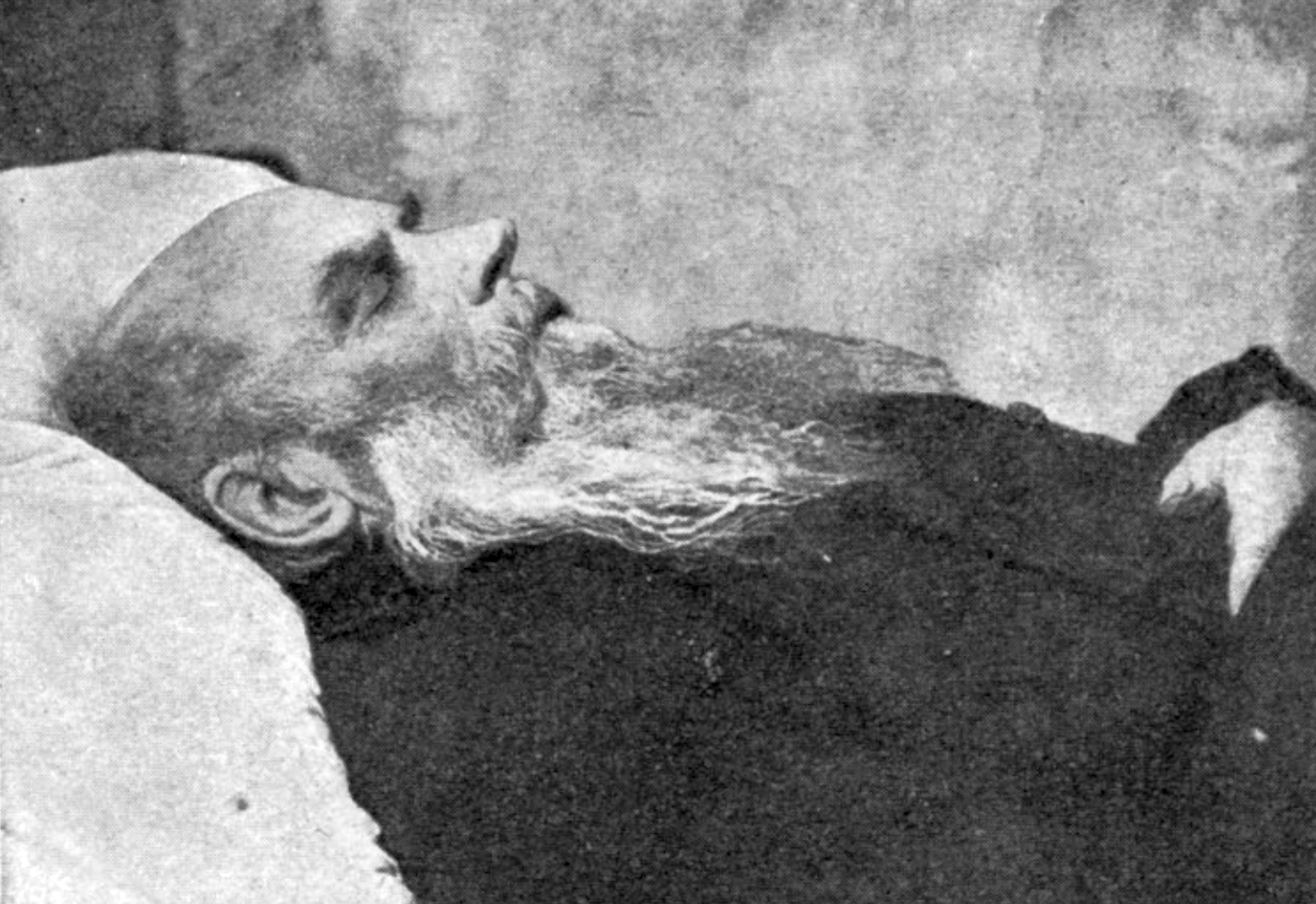
N. N. Zlatovratskij na smrtelném loži.

Nikolaj Nikolajevič Zlatovratskij (rusky Николай Николаевич Златовратский ; 14. prosincejul./ 26. prosince 1845greg. Vladimir – 10. prosincejul./ 23. prosince 1911greg. Moskva) byl ruský spisovatel, představitel slavjanofilského křídla narodnictví.

## Život
Narodil se v roce 1845 ve Vladimiru do vzdělané úřednické rodiny. Jeho dědeček byl jáhnem chrámu, jenž je umístěn na Zlaté bráně; odtud pochází i rodové příjmení (Zolotyje vorota → Zlatovratskij). Nikolajův otec vzděláním též náležel k duchovnímu stavu, byl však úředníkem kanceláře provinčního náčelníka šlechty. Rodina byla silně nábožensky založená, matka měla velkou zálibu v pravoslavných ikonách a přísné plnění církevních obřadů bylo považováno za základ mravnosti.
V letech 1855–1864 studoval na vladimirském gymnáziu. Koncem 50. let otevřel jeho otec s podporou náčelníka šlechty veřejnou knihovnu a mladý gymnazista mu přitom pomáhal. Dalším otcovým podnikem byl i pokus o vydávání časopisu Vladimirskij vestnik [Vladimirský věstník]. Značný vliv na mladého Nikolaje měli dva bratři jeho otce, z nichž jeden byl přítelem Dobroljubova. Tito strýcové podněcovali studentův zájem o život prostého lidu, se kterým se seznamoval i při častých cestách k venkovským příbuzným; u nich poznal dědinu z bezprostřední blízkosti.
Ke konci gymnaziálních studií se zhoršilo hmotné postavení jeho otce a Nikolaj nemohl uskutečnit svůj sen – stát se studentem Moskevské univerzity. Jeden rok se účastnil přednášek na univerzitě jako mimořádný posluchač, pak začal studovat na Petrohradském státním technologickém institutu. Dokončit studium se mu však nepodařilo, neboť musel mnoho času věnovat zápasu s hmotnou nouzí. V roce 1866 se stal korektorem časopisu Syn otěčestva [Syn vlasti]. Zde zesílila jeho náklonnost k literární činnosti, kterou projevoval již na gymnáziu. V roce 1867 mu časopis Iskra [Jiskra] otiskl povídku ze života rolníků Paďož skota [Dobytčí mor] a její úspěch mu otevřel přístup i do dalších časopisů, v nichž pak uveřejnil řadu drobných povídek. Příjmy z literární činnosti však byly nedostatečné a jen málo pomáhaly zažehnat nouzi, která mu přivodila i těžkou chronickou chorobu. To přinutilo Zlatovratského vrátit se v roce 1872 do svého rodiště.
Ve Vladimiru se trochu zotavil a v letech 1874–1875 publikoval v časopise Otěčestvennyje zapisky [Vlastenecké zápisky] novelu Kresťjane – prisjažnyje [Sedláci – porotcové]. Novela měla velký úspěch a získala svému autoru literární proslulost. V letech 1878–1879 pobýval v zapadlých koutech Vladimirské gubernie a studoval venkovskou problematiku. V 70. letech se stal propagátorem narodnických myšlenek, jak o tom svědčí novela Zolotoje serdce [Zlaté srdce] (1877–1878) a sbírka črt a povídek Děrevenskije budni [Vesnické všední dny](1878–1879).
Zlatovratskij se stal populárním spisovatelem; z řady jeho dalších prací je nejvýznamnější čtyřdílný román Ustoi. Istorija odnoj děrevni [Pilíře. Historie jedné vesnice], který publikoval v letech 1878–1882. Na sklonku života tvořil díla memoárového charakteru, např. Dětskije i junyje gody. Vospominanija 1845–1864 gg. [Dětská a mladická léta. Vzpomínky na léta 1845–1864] (1908–1911). V roce 1909 se stal čestným členem Petrohradské akademie věd (oddělení ruského jazyka a literatury). O dva roky později v Moskvě zemřel.

## Dílo
Zlatovratkij byl nejúspěšnější narodnický beletrista. Uměl výborně tlumočit život, typy a mluvu rolníků („mužiků"). Jeho práce jsou směsí beletrie, etnografie, publicistiky, někdy i statistiky. Narodnické ideály dostaly téměř mystického posvěcení v románu Ustoi [Pilíře], který četly davy a věřily v jeho obsah. Autor v něm kreslí vesnický život v celé řadě dědin a v nich předvádí dva světy. Na jedné straně patriarchální rolnickou obščinu, jejíž kořeny tkví v nedohledné minulosti a která zpočátku neznala ani podruhy, ani boháče. Všichni pracují, žijí v přátelství a jsou šťastni. Na straně druhé líčí bohaté sedláky („kulaky"), kteří narušují staleté obyčeje.
Nové pořádky přicházejí zpravidla odkudsi z města, zbohatlíci skupují pozemky a půda je pro ně především zdrojem zisku. Zatímco rolnickou obščinu Zlatovratskij idealizuje a drobné sedláky („mužiky") líčí jako mravní hrdiny, kulaky vykresluje jako lidi zlé, chtivé a lačné. Jejich nenasytnou touhu po majetku přirovnává k neukojitelné touze náruživého pijáka po alkoholu.
Zlatovratskij však nevyzýval k revoluci. Byl utěšitelem lidu a věřil v jeho moudrost. Východisko viděl v pokoře. Pravda a spravedlnost sejdou jednou jako mana z nebes na zem a zvítězí. Je třeba neprotivit se zlu, čekat a věřit, jít mezi lid, učit se od něho a plakat s ním. Maxim Gorkij ho nazval „sladkým šidilem". Zlatovratského rčení „plakat s lidem" se stalo okřídleným.
Všechno přejde, jen jedno nepřejde – rolnictvo a chléb! Zas se objeví pravda a vládce všeho bude – mužik!
Nikolaj Nikolajevič Zlatovratskij, Ustoi [Pilíře]

### Spisy (výběr)
- Paďož skota [Dobytčí mor], 1867
- Kresťjane – prisjažnyje [Sedláci – porotcové], 1874–1875, novela
- Zolotoje serdce [Zlaté srdce], 1877–1878, novela
- Děrevenskije budni [Vesnické všední dny], 1878–1879, sbírka črt a povídek
- Ustoi. Istorija odnoj děrevni [Pilíře. Historie jedné vesnice], 1878–1882, čtyřdílný román
- Děrevenskij korol Lir [Vesnický král Lear], 1880, povídka
- Gospoda Karavajevy [Páni Karavajevové], 1885, povídka
- Truženiki [Lopotní lidé], 1886, povídka
- Iskra božija [Boží jiskra], 1887, sbírka črt
- Mečtatěli [Snílci], 1893, povídka
- Bezumec [Šílenec], 1894, povídka
- Dětskije i junyje gody. Vospominanija 1845–1864 gg. [Dětská a mladická léta. Vzpomínky na léta 1845–1864], 1908–1911, paměti

Práce Zlatovratského byly zpravidla nejprve publikovány v časopisech, později i knižně. Sebrané spisy vyšly třikrát již za života autora (1884–1889, 1891, 1897), další vydání se uskutečnilo v letech 1912–1913 v osmi svazcích. Některé novější edice:
- Román Pilíře:
Ustoi: istorija odnoj derevni. Moskva: Gosudarstvennoje izdatel'stvo chudožestvennoj literatury, 1951. 539 s.
- Výbor z povídek:
Derevenskij korol' Lir: Povesti, rasskazy, očerki. Moskva: Sovremennik, 1988. 688 s.
- Paměti:
Vospominanija. Moskva: Goslitizdat, 1956. 463 s.